# 하시모토 스구루
하시모토 스구루(일본어: 橋本 卓, 1982년 6월 16일 ~ )는 일본의 축구 선수이다.

## 구단 경력
과거 FC 기후에서 활동하였다.